# Molenna w Wojnowie
Molenna w Wojnowie – molenna staroobrzędowców należąca do parafii Wschodniego Kościoła Staroobrzędowego w Wojnowie.
Świątynia została wzniesiona w latach 1923–1927 z czerwonej cegły, na wzór kościołów ewangelickich Prus Wschodnich, nie posiada cech rosyjskiej architektury sakralnej. W jej wnętrzu znajdują się 43 ikony ustawionych na półkach na wschodniej ścianie obiektu, zastępując ikonostas cerkwi prawosławnych. Przed 1967, gdy część ikon została skradziona, a następnie odzyskana, było ich 47.
Molennę wpisano do rejestru zabytków 17 marca 1983 pod nr 381.